# Medianoche en el jardín del bien y del mal
Medianoche en el jardín del bien y del mal (de su título en inglés Midnight in the garden of good and evil) es el título de una novela publicada en 1994 por el escritor y periodista John Berendt. Fue llevada al cine por Clint Eastwood. 
El libro trata sobre el viaje que Berendt realizó a principios de la década de 1980 a Savannah, en Georgia; allí conoció a un sinfín de personajes famosos en la ciudad, desde los aristócratas, como James Arthur Williams, a la gente de menor importancia social, como Joe Odom, pasando por cantantes, pianistas, chaperos, sacerdotisas vudú y drag-queens (Lady Chablis). El propio Berendt afirmó que el libro mezclaba a partes iguales realidad y ciertos toques o licencias artísticas, como por ejemplo, el cambio de algunos nombres para no herir la sensibilidad de algunas personas, o para proteger su identidad, pero en líneas generales, Berendt relató lo más fielmente posible las notas que iba tomando, y los recuerdos que tenía de cada personaje que conoció, intentando representar tanto la dulcificada como la cruda realidad.
Su estilo abunda en lenguaje coloquial, rápido y directo; la novela está estructurada en varios capítulos y ordena de forma organizada cada suceso. En general, se centra en las investigaciones en torno al crimen Williams-Hansford, un episodio tristemente conocido en Savannah, acerca del asesinato de un joven (Danny Hansford) a manos de su jefe y amante, el propio James Williams.
Abundante en descripciones de lugares y personas, en datos históricos y plagado de diálogos. El estilo decadente, las fiestas lujosas y la creencia de que era una ciudad parada en el tiempo, aún evidenciando su pasado colonial, incluso pirata, convirtieron a Savannah en un lugar turístico de moda en torno allá por el año 1990, acrecentando su interés debido a la restauración de las mansiones y por la fama de sus bellos asesinatos, como se conocía a principios de siglo a Savannah.
Tras su publicación en 1994, Savannah sufrió un espectacular incremento del turismo, debido al genuino morbo e interés que despertaban las descripciones y los hechos acaecidos en la novela de Berendt. Hoy día, tras sus espectaculares y cuidadas reconstrucciones de mansiones, y su tono general de serenidad y de «ciudad detenida en el tiempo», como una «Venecia de Norteamérica», todavía recibe un gran número de visitantes al año, y según dicen, la fama se la deben ya no sólo a su calidad como ciudad sino a Berendt, al que consideran uno de sus cronistas particulares.

## Adaptación cinematográfica
En 1997 el director y actor Clint Eastwood, atraído por la historia de la ciudad y el libro, llevó al cine la adaptación de esta novela. El actor John Cusack dio vida a Berendt (si bien bajo otro nombre) y el presunto asesino fue interpretado por Kevin Spacey. El joven asesinado fue interpretado por un joven Jude Law en uno de sus primeros papeles, y la testigo principal —la drag-queen Lady Chablis (1957)— fue interpretada por ella misma.